# Retrato de Paul Lemoyne

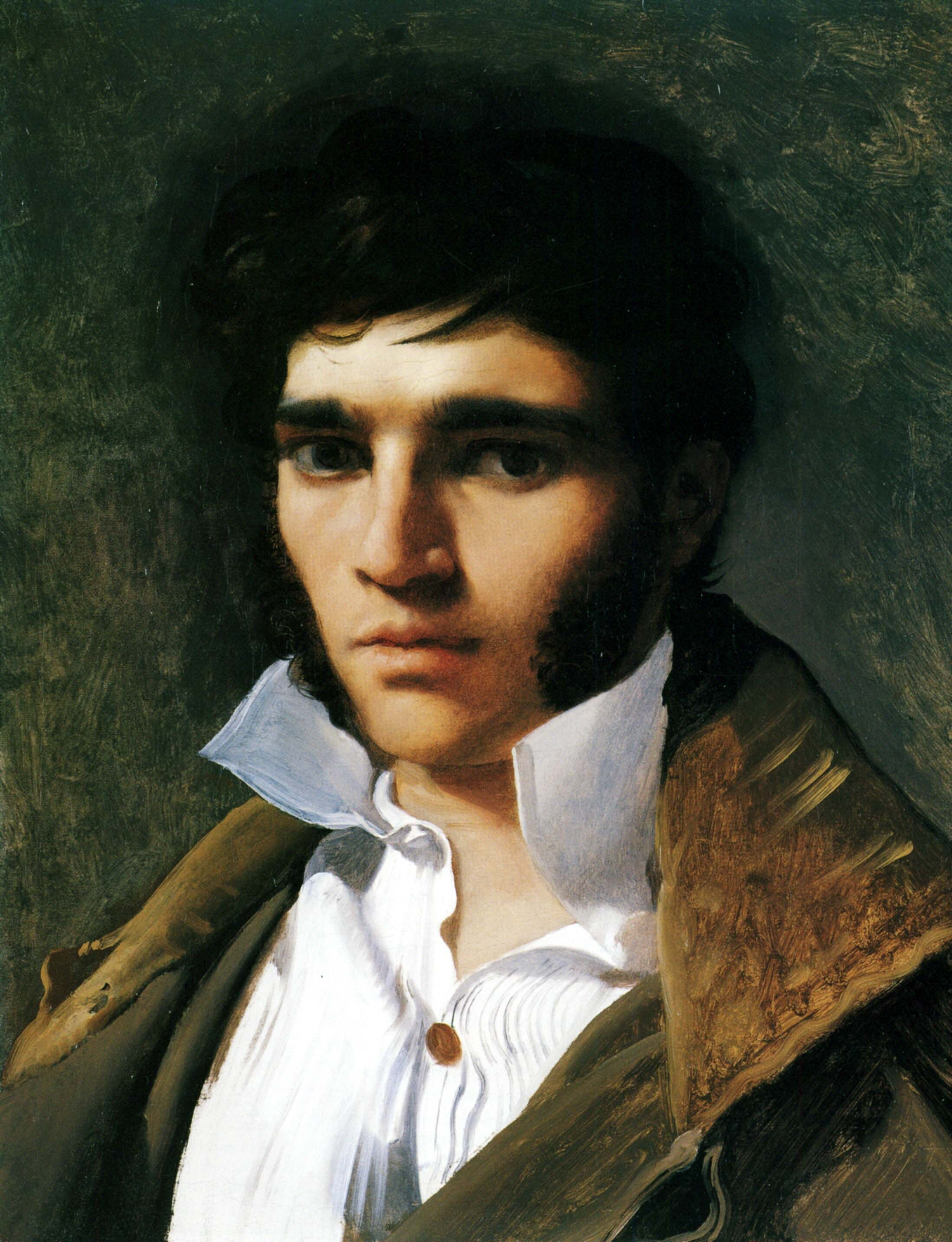
Ingres, Retrato de Paul Lemoyne, 1810-11.

Retrato de Paul Lemoyne es un óleo sobre lienzo del pintor francés neoclásico Jean-Auguste-Dominique Ingres, completado en 1810–11. Paul Lemoyne (1784-1883) fue un escultor francés, que visitó a Ingres durante su primera estancia en Roma, cuando el retrato fue ejecutado. Aparece como un joven moreno, apuesto, fogoso y guapo. Lemoyne se muestra en una pose informal, relajado, sugiriendo que el trabajo se realizó como un regalo para un amigo más que como una comisión pagada. El fondo neutro negro y verde, sirve para acentuar las características faciales del retratado y su cabello y patillas negros. Lemoyne se ve despeinado y el cuello de la camisa abierto.